# Dario Rondelli
Dario Rondelli (Liorna) va ser un ciclista francès, d'origen italià. Va competir com amateur on va aconseguir una medalla de bronze al Campionat del món de velocitat de 1906, per darrere de l'italià Francesco Verri i del seu compatriota Émile Delage.